# Pays mosan
Le Pays mosan (en néerlandais Maasland) est une région, sans frontières précises, qui s'étend le long de la Meuse dans les Pays-Bas et la Belgique. Dans son sens restrictif, le Pays mosan désigne la bande étroite de la vallée le long de la Meuse entre Mook, aux Pays-Bas, et Namur, en Belgique. Dans la région de langue néerlandaise, le terme désigne généralement la vallée de la Meuse entre Mook et Eijsden, comprenant la région frontalière belge de la vallée entre Kessenich et Lanaken. Les francophones utilisent ce terme pour désigner la vallée de la Meuse située en Wallonie. Dans l'historiographie, le Pays mosan s'étend sur l'ancien territoire de la principauté de Liège ainsi que sur un grand nombre de petits fiefs de la région, comprenant la ville libre d'Empire d'Aix-la-Chapelle et la double seigneurie de Maastricht. Cela correspond approximativement à la province du Limbourg néerlandais, la province du Limbourg belge et la province de Liège. Dans l'histoire de l'art, le Pays mosan est une région où s'établirent plusieurs styles et courant d'art et architecture : l'art mosan, le gothique mosan, le style mosan ou encore le baroque mosan.

## Historique

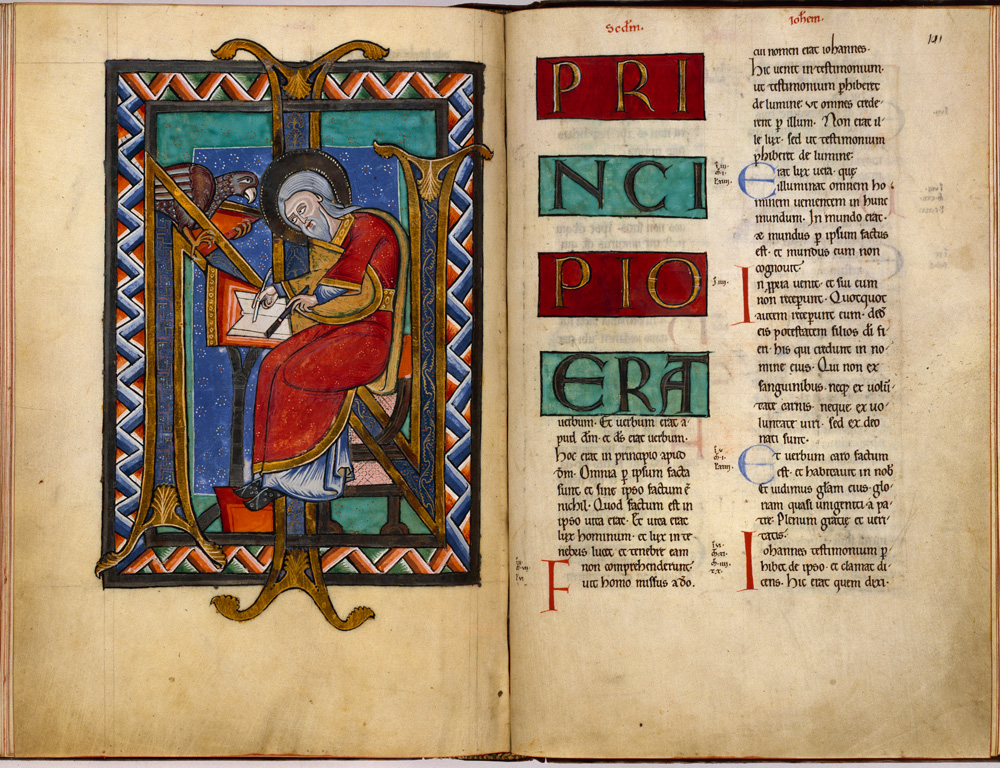
Évangéliaire mosan (XIIe siècle)

Durant la période Romaine, le Pays mosan est habité par les Tongres, qui prirent la place de la tribu celte des Éburons. Dans la région de nombreux vestiges romains furent découverts et essentiellement dans la région de Tongres et Maastricht. Sur toute l'étendue du territoire mosan se trouvent des vestiges archéologiques de villa romaines en particulier le long de la route de Maastricht-Nijmegen et de la via Belgica. Après les invasions barbares, ce sont les Francs qui occupèrent la zone. Dès l'époque mérovingienne, l'Empire franc est divisé en comtés, dont une partie remonte aux civitates romaines. La région mosane faisait principalement partie du comté de la Meuse (Pagus Mosarium ou Masau) mais également du comté de la Hesbaye (Pagus Hasbaniensis ou Hasbania) et du comté de Liège (Pagus Leuhius).
Le comté de la Meuse est, au Moyen Âge central, divisé entre les seigneuries, duchés et principautés. À partir de 1200, la rive ouest de la Meuse fait partie des comtés de Looz et de Horn, deux territoires de la principauté de Liège. La rive est de la rivière appartenait aux duchés du Brabant (le pays d'Outremeuse et le pays de Valkenburg), de Juliers (la région de Sittard), de Gueldre (Ruremonde et Venlo) et de Clèves (nord de Venlo). En outre, il y avait plusieurs villes libres telles que Drie Eijghen (nl), Stein (nl) et le comté de Reickhem (nl). Maastricht et la région environnante est prise en étau entre Liège et le pays d'Outremeuse. D'ailleurs, la ville elle-même était placée sous la double tutelle de la principauté de Liège et du Duché du Brabant, ce qui a conduit à la double seigneurie de Maastricht.
Le Pays mosan a été, au cours des siècles, le théâtre d'une longue série de guerres et conflits armés. Parmi les sièges, révoltes et batailles de la région les plus connus, on peut citer le siège de Venlo (1473) (nl), les sièges de Ruremonde et Venlo au cours de la guerre d'indépendance de la Gueldre (nl) (1477-1499), la bataille de Mook (1574), la fureur espagnole à Maastricht (1576), le siège de Maastricht (1579), les sièges de Venlo, Ruremonde et de Maastricht (1632), le siège de Maastricht (1673), en passant par les sièges de Stevensweert, Ruremonde et Venlo au cours de la guerre de Succession d'Espagne (1701-1714), la bataille de Lauffeld (1747), le siège de Maastricht (1748), la bataille de Neerwinden (1793), le siège de Maastricht en 1793 et 1794, le blocus de Maastricht (1814) ainsi que la conquête de Maaseik, Ruremonde et Venlo au cours de la révolution belge (1830). Le retrait des armées provoquèrent également de nombreux dégâts : le retrait des forces de Guillaume d'Orange à Stokkem en 1568 et celui de l'armée du duc de Marlborough à Kessenich en 1713. À la fin de la Seconde Guerre mondiale, la partie nord du Pays mosan (entre Ruremonde et Mook) fut pendant quelques mois traversée par la ligne de front. Avec la conquête de l'écluse de Panheel, la rive ouest de la Meuse fut libérée dès novembre 1944, il fallut attendre jusque mars 1945 pour que la rive est soit également libérée. La population de certaines villes et villages de la Meuse pendant les opérations de Grenade et Véritable fut évacuée. Néanmoins, de nombreux bâtiments ont été détruits ou endommagés (jusqu'à 90 % des bâtiments à certains endroits).
Après les graves inondations de la Meuse dans les années 1990, les gouvernements belge et néerlandais mettent sur place un projet dans le but de réduire les inondations : le grensmaasproject. Dans certaines régions, les digues sont déplacées et les berges abaissées, afin que le fleuve puisse contenir plus d'eau à marée haute. Une partie importante du projet consiste à extraire du gravier dans les plaines inondables du fleuve, créant ainsi des lacs et la nature des réserves, ce qui joue également un rôle dans la capacité de stockage de la Meuse.

## Nature et du tourisme
Le Pays mosan est encore en grande partie une zone rurale. Le long de la Meuse mitoyenne et de son ancien bras s'étend des espaces naturels, tels que de Oude Maasarm à Dilsen. La Meuse a, pendant des siècles, déposé du loam, un composé de gravier, limon et argile qui rend la région très fertile, l'agriculture s'y est d'ailleurs très tôt développée. Les carrières de gravier de la région fournissent, de façon limitée, des emplois.
L'intérêt pour le tourisme dans le Pays mosan s'est, depuis quelques années, développé notamment grâce aux sports aquatiques sur les lacs de la Meuse. Maastricht, avec ses nombreux monuments, est depuis de nombreuses années une ville touristique. Les centres historiques de Ruremonde, Épine, Maaseik, Stokkem, Elsloo, Rekem et Eijsden attirent beaucoup de visiteurs. Dans les zones rurales, de pittoresques villages et hameaux composent une grande partie du paysage agricole. La région compte un grand nombre de châteaux, monastères et fermes historiques ainsi qu'un vaste réseau de pistes cyclables.

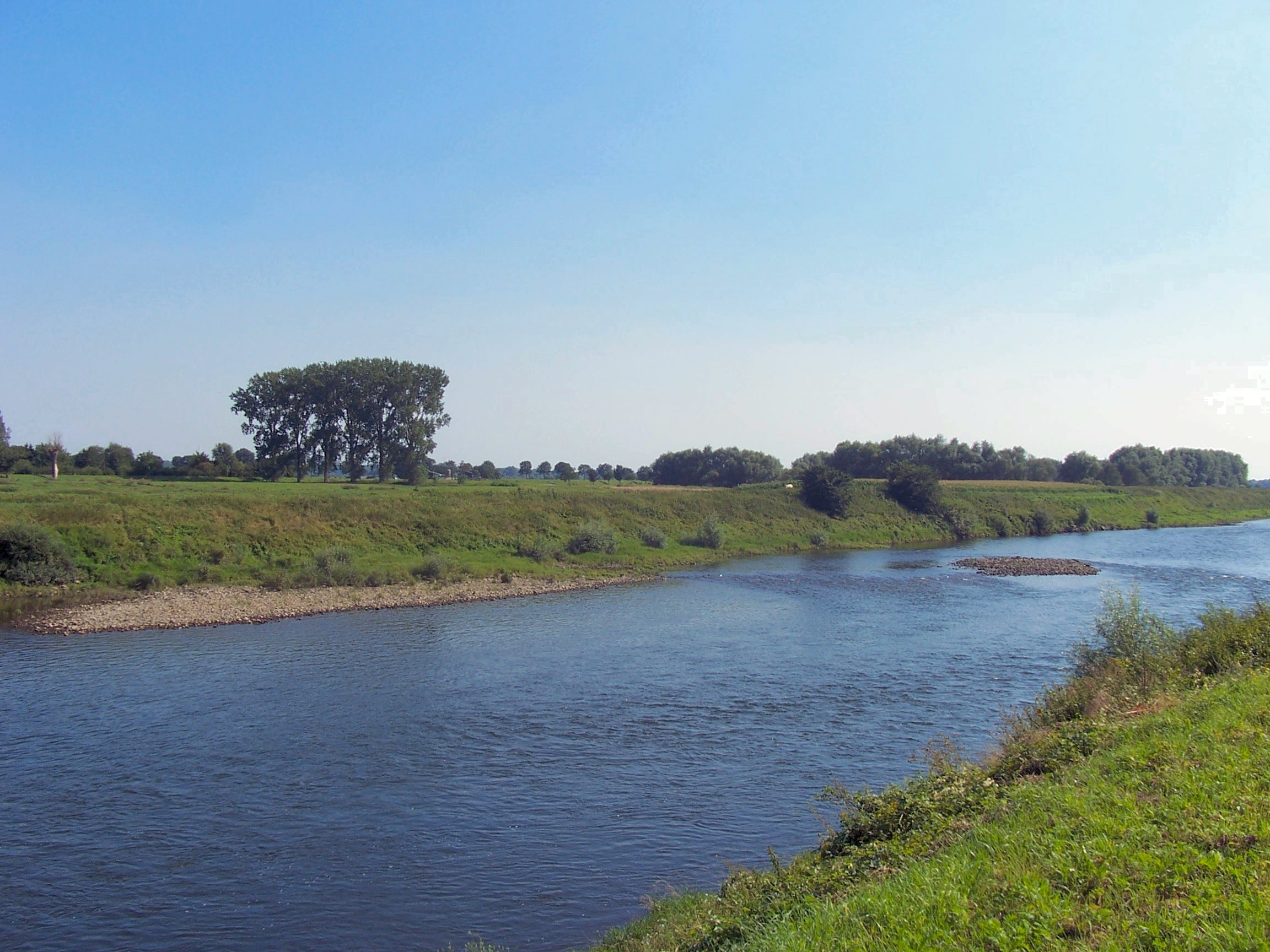
La Meuse près de Rotem
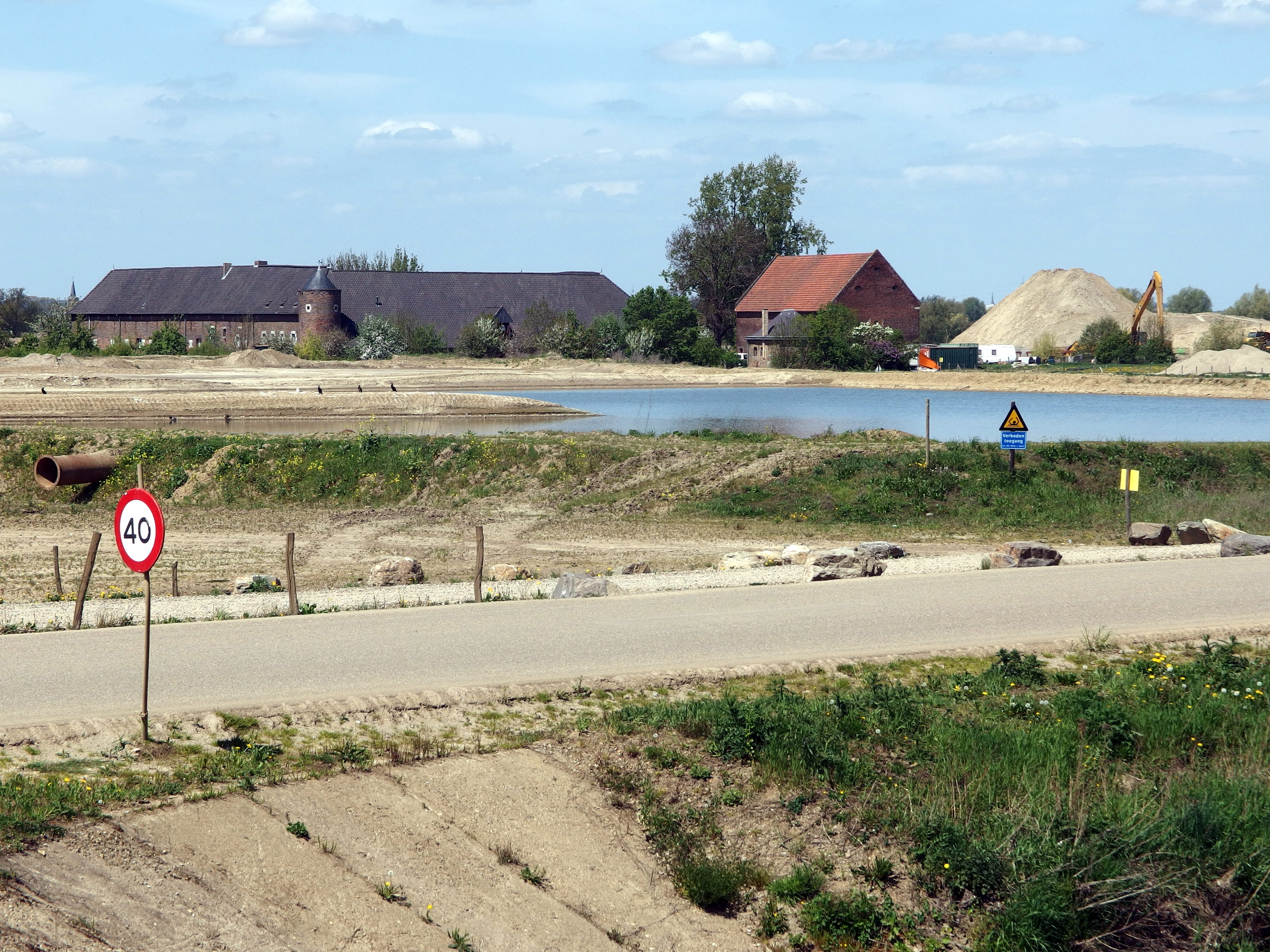
Le grensmaasproject à Itteren
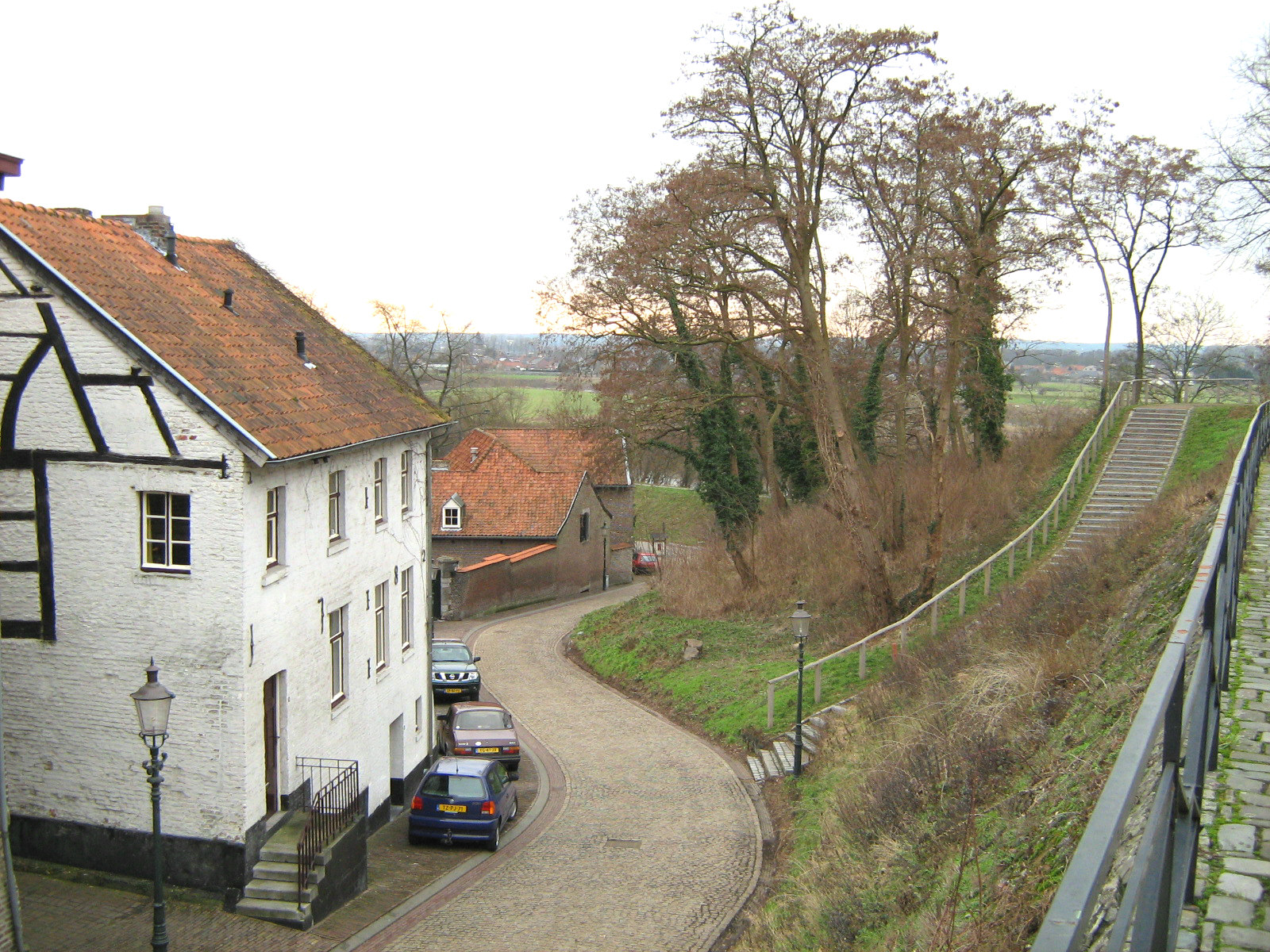
La digue à Elsloo
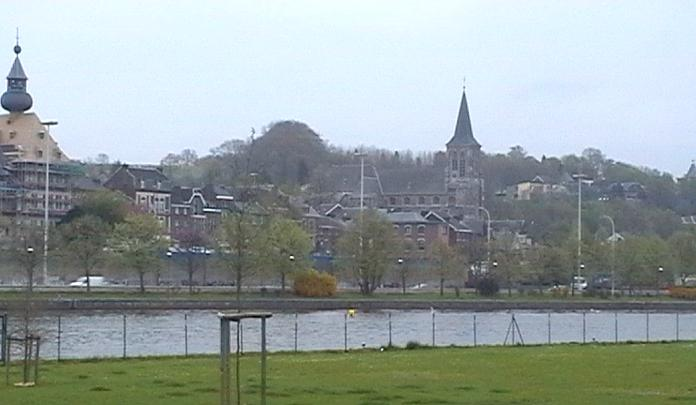
Visé

## Histoire culturelle
Bien que le Pays mosan n'ait jamais formé une unité politique, une culture mosane s'est formée au cours des siècles. Cela se manifeste principalement dans le style architectural local, qui a certes des similitudes évidentes avec les styles de construction voisins dans le Brabant et le Rhin, mais possède de propres caractéristiques. Certains auteurs, tels que le professeur d'histoire de l'art Joseph Timmers, ont fortement insisté sur l'« identité » de l'architecture mosane.

### Art mosan
Le terme ambigu d'art mosan désigne l'art roman du Pays mosan. L'architecture, la sculpture et l'orfèvrerie atteignent au XIIe siècle un niveau élevé de maîtrise. Beaucoup de bâtiments monumentaux de cette époque ont disparu, mais ceux qui reste en témoigne de l'apogée de la renaissance du XIIe siècle dans le Pays mosan. On peut citer par exemple, l'église Sainte-Anne à Aldeneik (Maaseik), la basilique de Sint-Odiliënberg à Sint Odiliënberg, la basilique Saint-Amelberg à Susteren, la basilique Saint-servais et la basilique Notre-Dame de Maastricht, l'église de l'abbaye de Rolduc, le cloître de la basilique Notre-Dame à Tongres, la collégiale Saint-Barthélemy et la façade ouest de la collégiale Saint-Jean à Liège et les églises des abbayes de Floreffe, Villers et Lobbes.

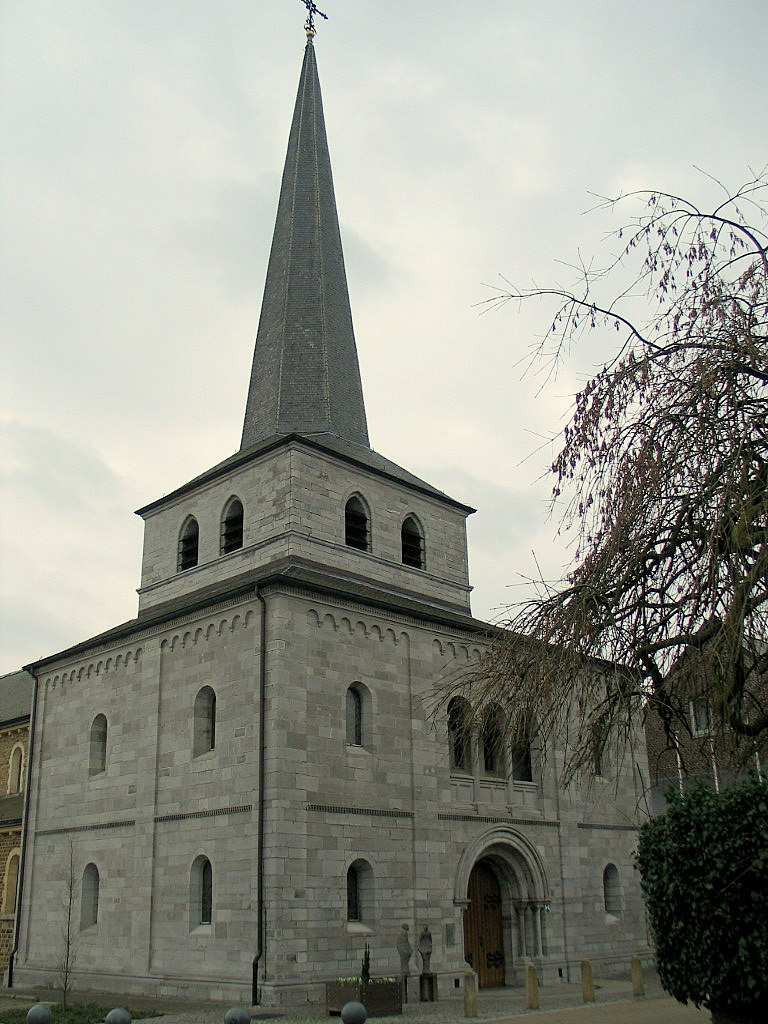
L'église Sainte-Anne à Aldeneik (Maaseik)
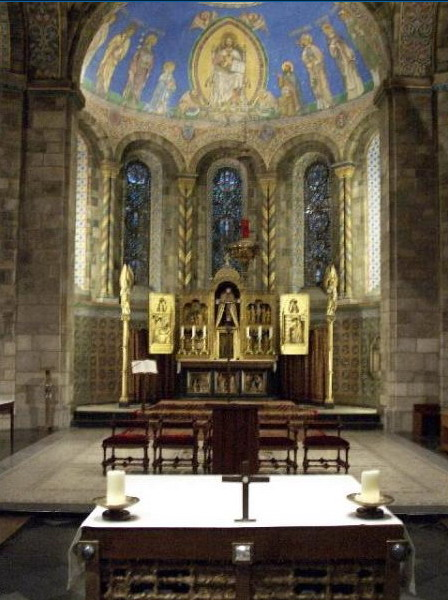
Intérieur de l'abbaye de Rolduc à Kerkrade
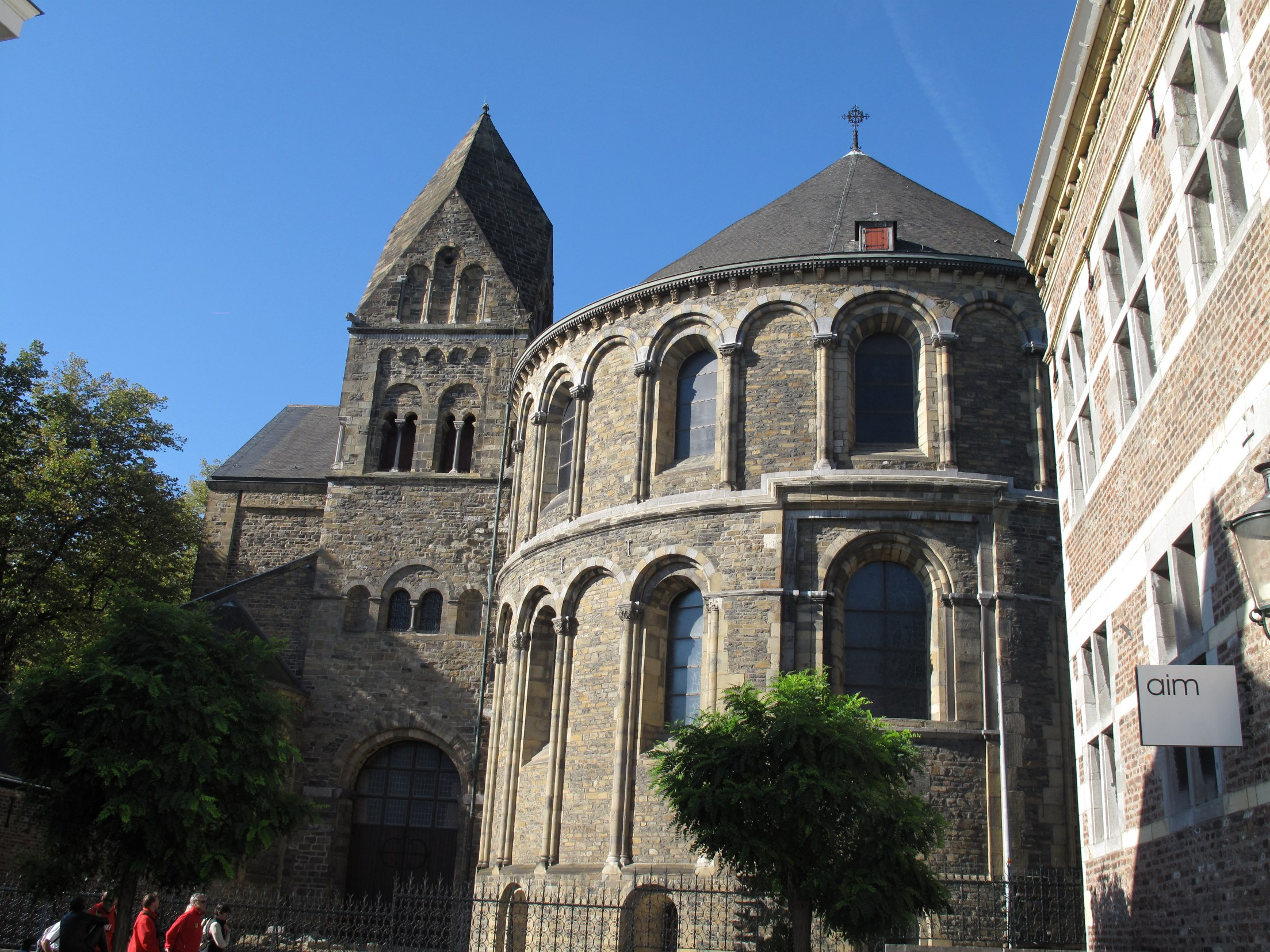
La basilique Notre-Dame de Maastricht
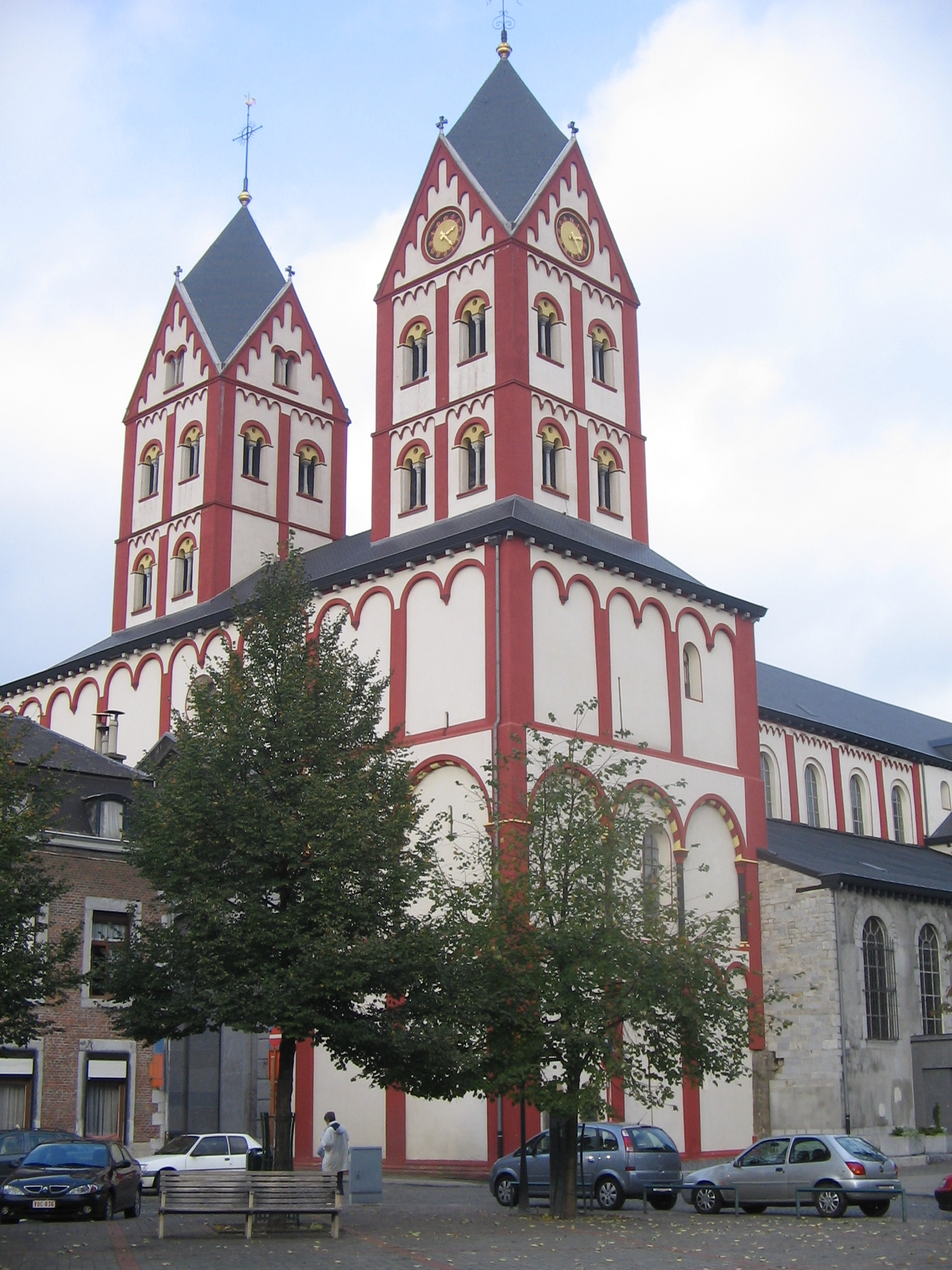
La collégiale Saint-Barthélemy à Liège

### Gothique mosan
Bien que le style gothique dans le Pays mosan n'a pas le niveau de maîtrise de l'architecture romane, quelques bâtiments remarquables encore existants peuvent être cités : la cathédrale Notre-Dame de Tongres, l'église Saint-Jean de Maastricht, la basilique du Saint-Sacrement de Meerssen, le chœur de la cathédrale d'Aix-la-Chapelle, la cathédrale Saint-Paul, la basilique Saint-Martin et l'église Saint-Jacques de Liège, la collégiale Notre-Dame de Huy et la collégiale Notre-Dame de Dinant.

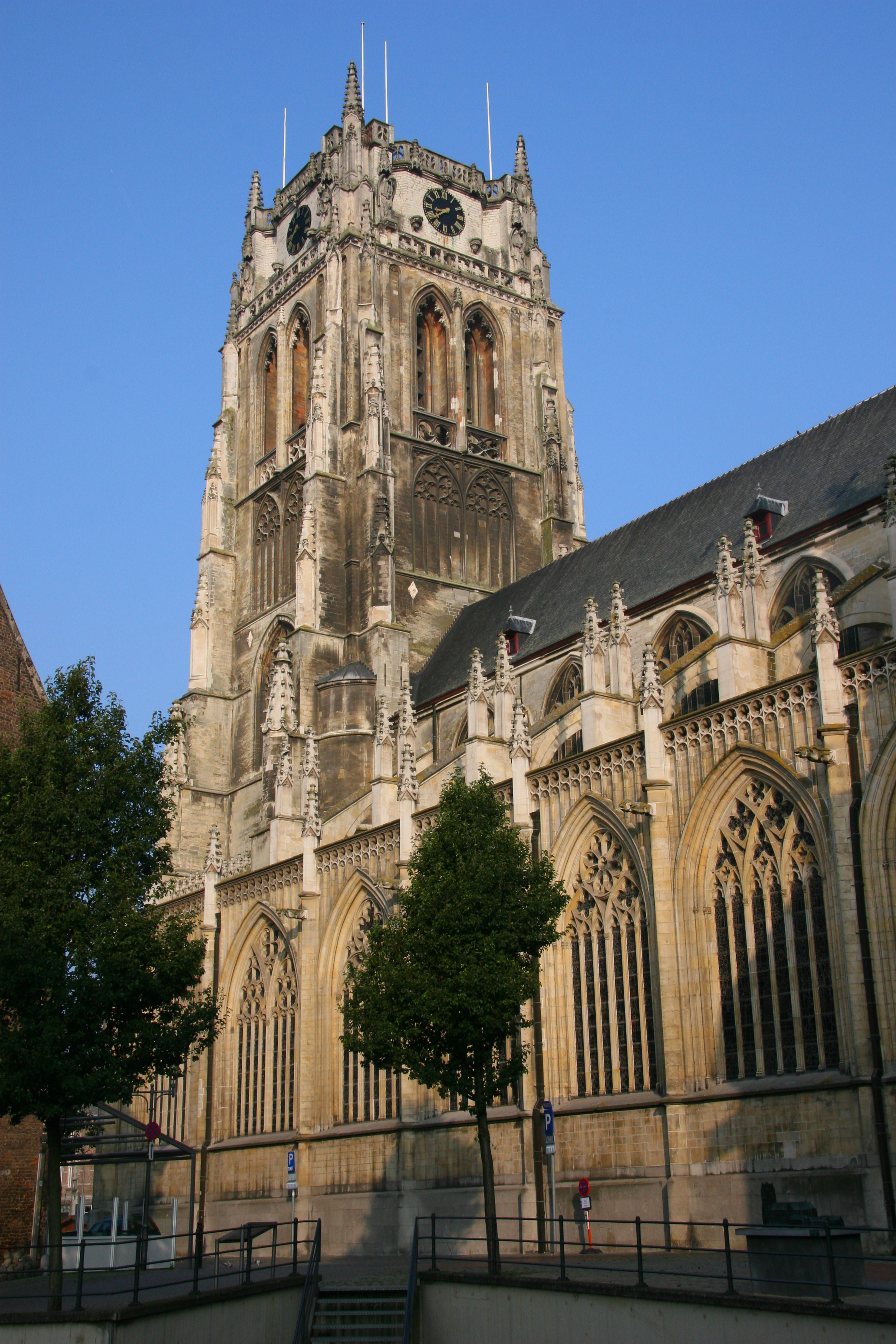
La cathédrale Notre-Dame de Tongres
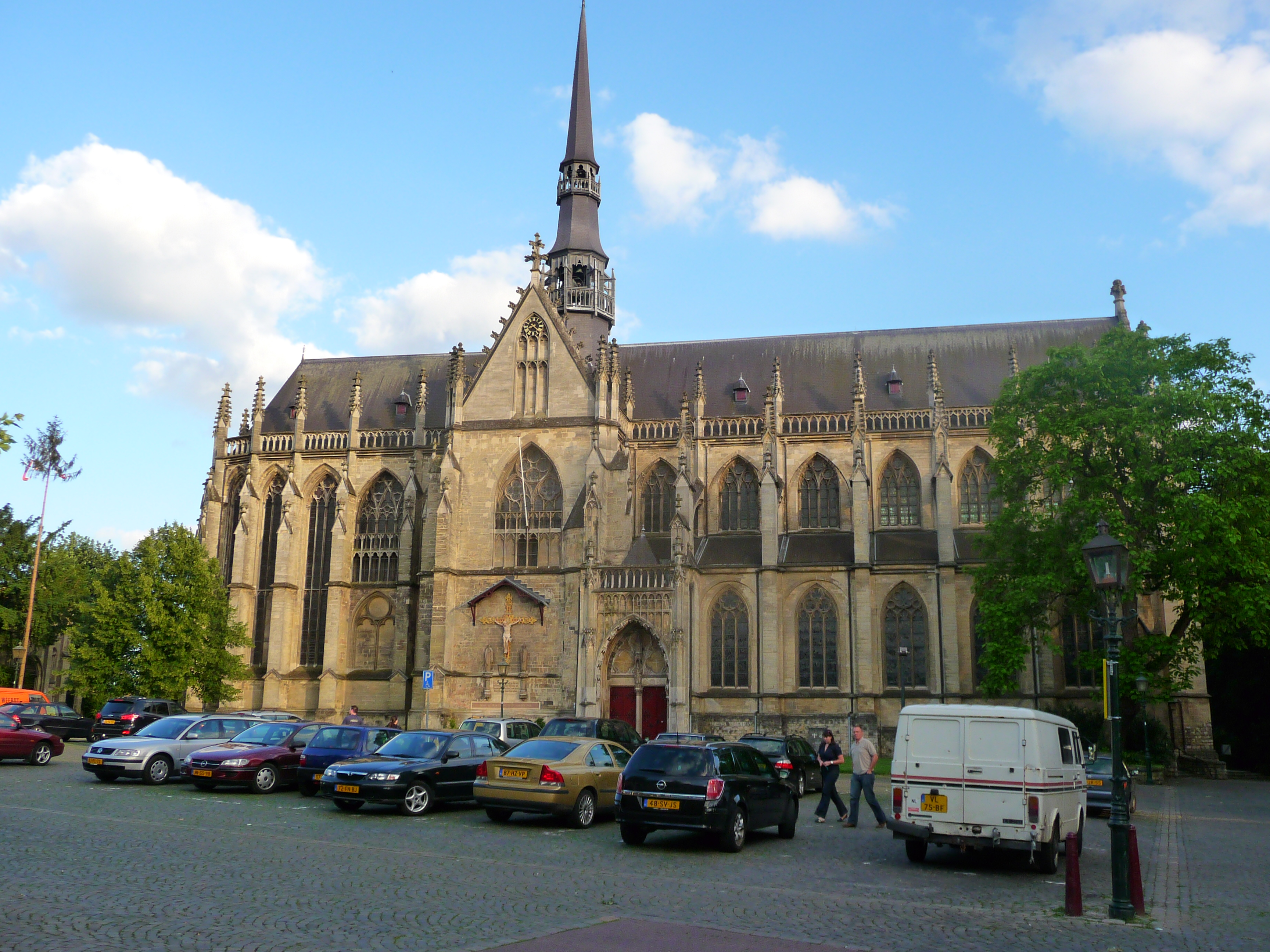
La basilique du Saint-Sacrement de Meerssen
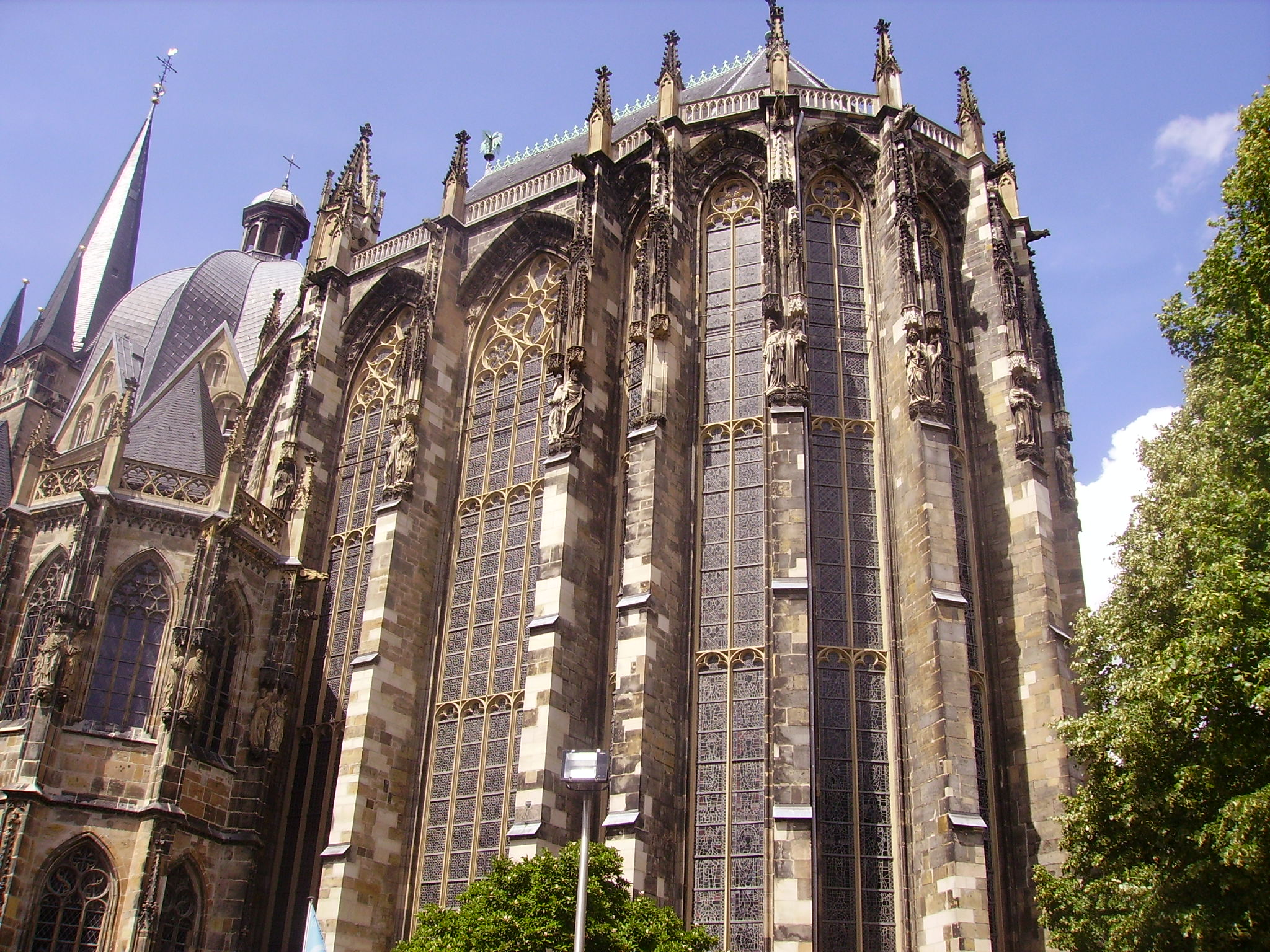
Le choeur de la cathédrale d'Aix-la-Chapelle
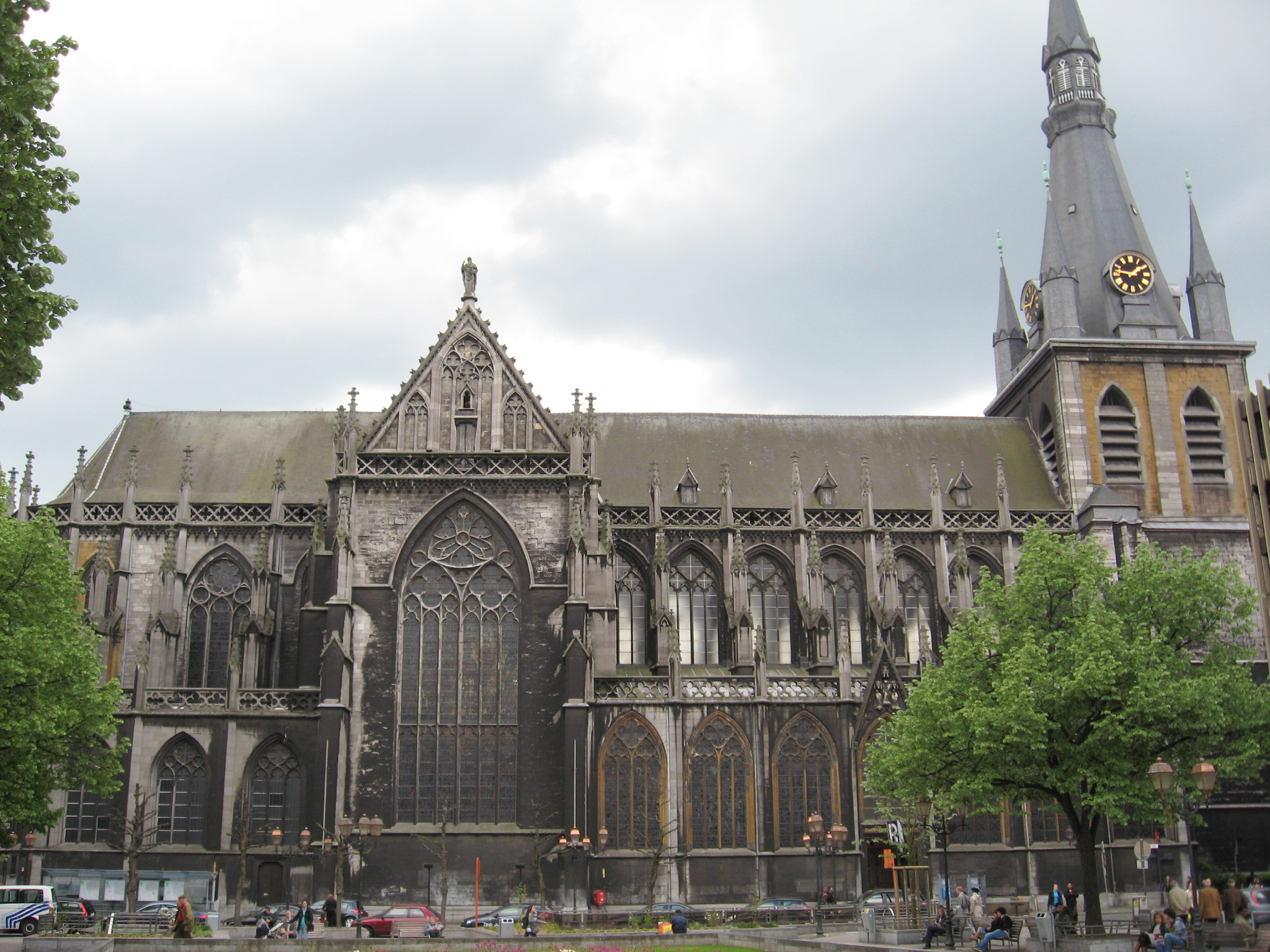
La cathédrale Saint-Paul de Liège

### Style mosan
Le style mosan a des particularités qui lui sont propres : l’emploi alterné de brique et de pierre et les chaînes de pierre autour des baies et aux angles.

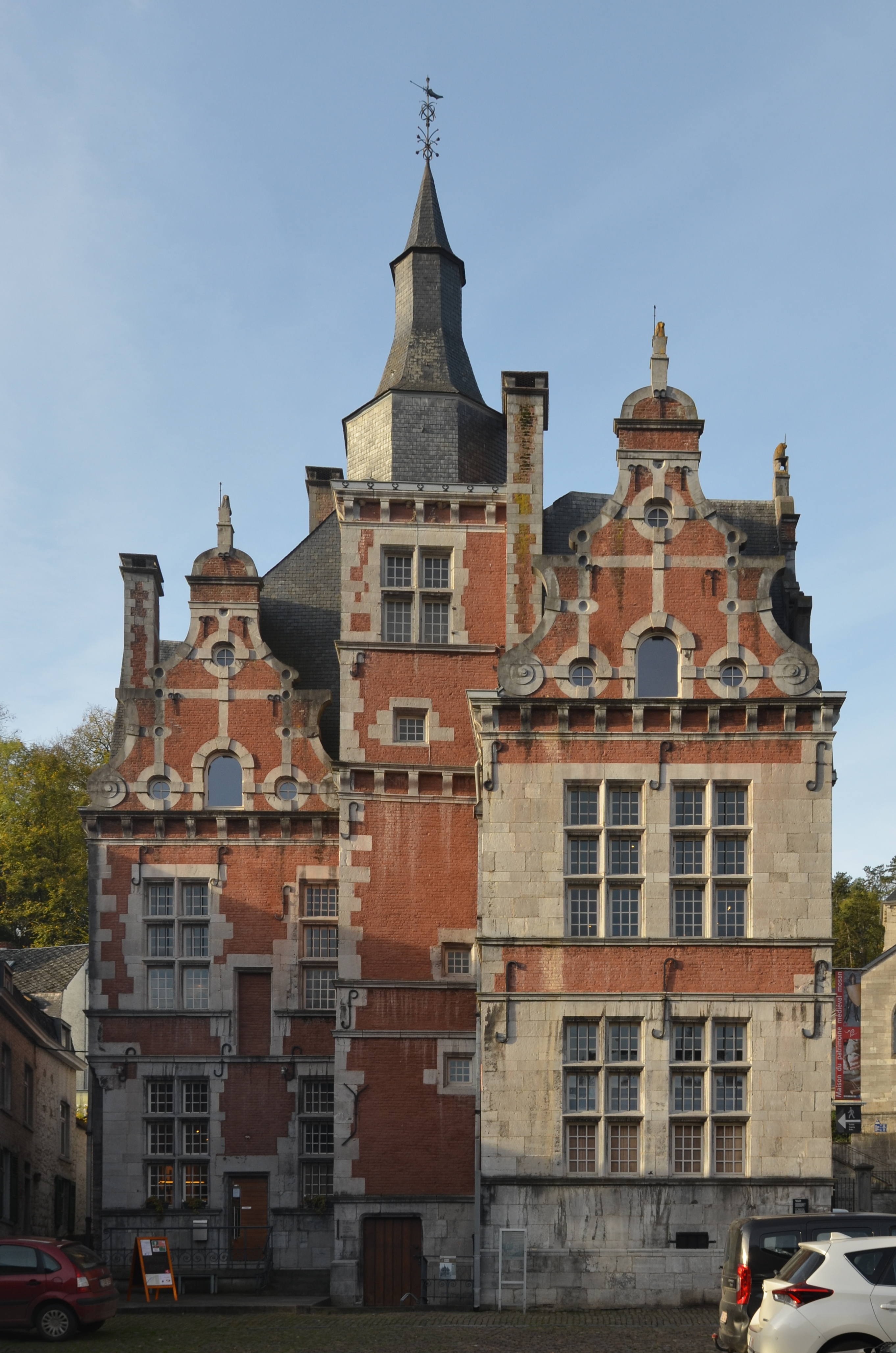
La maison espagnole à Bouvignes-sur-Meuse
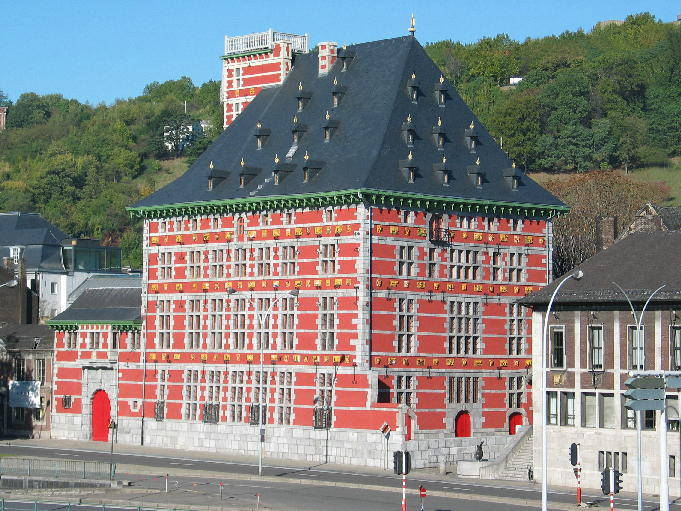
Le palais Curtius à Liège
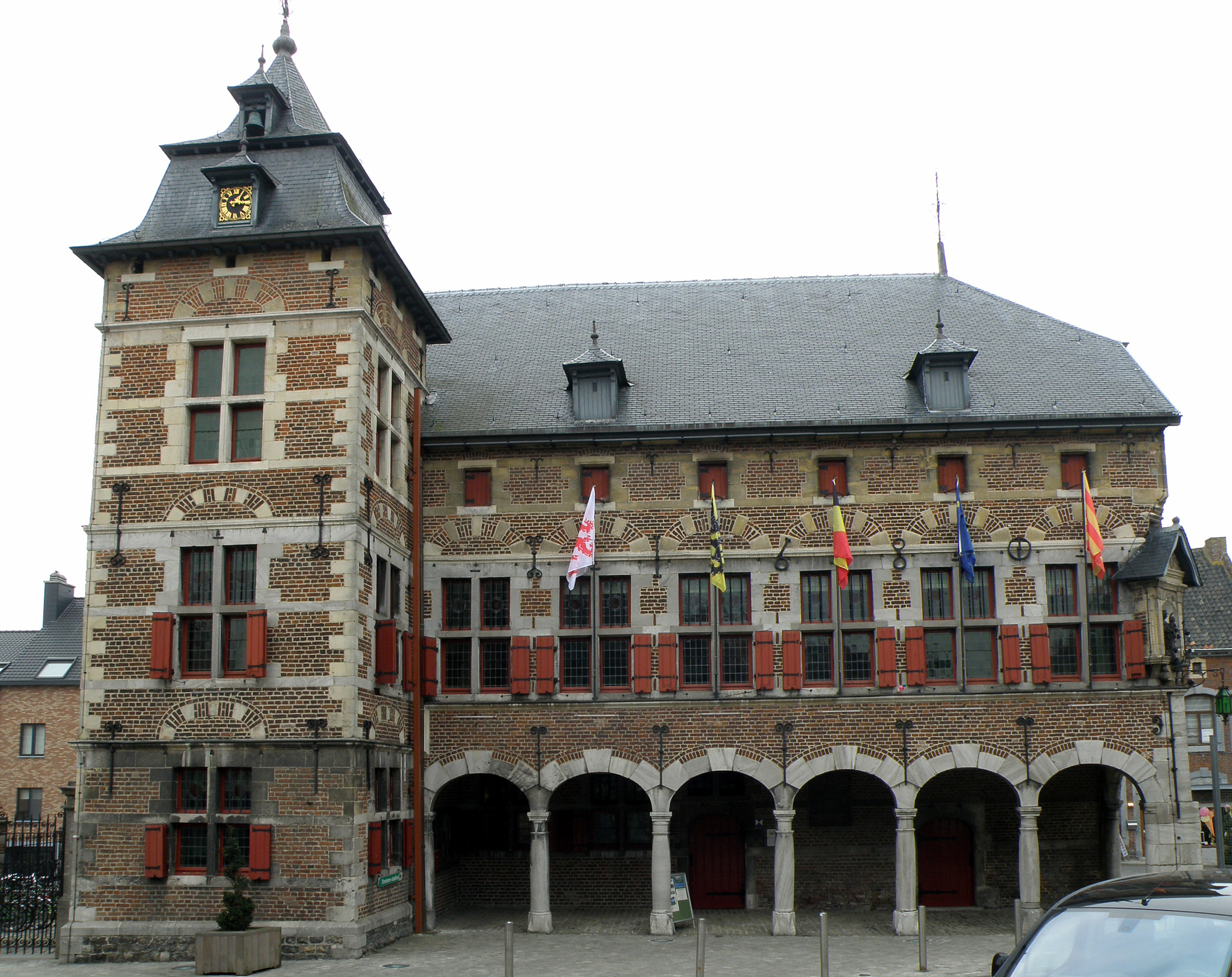
L'hôtel de ville de Looz
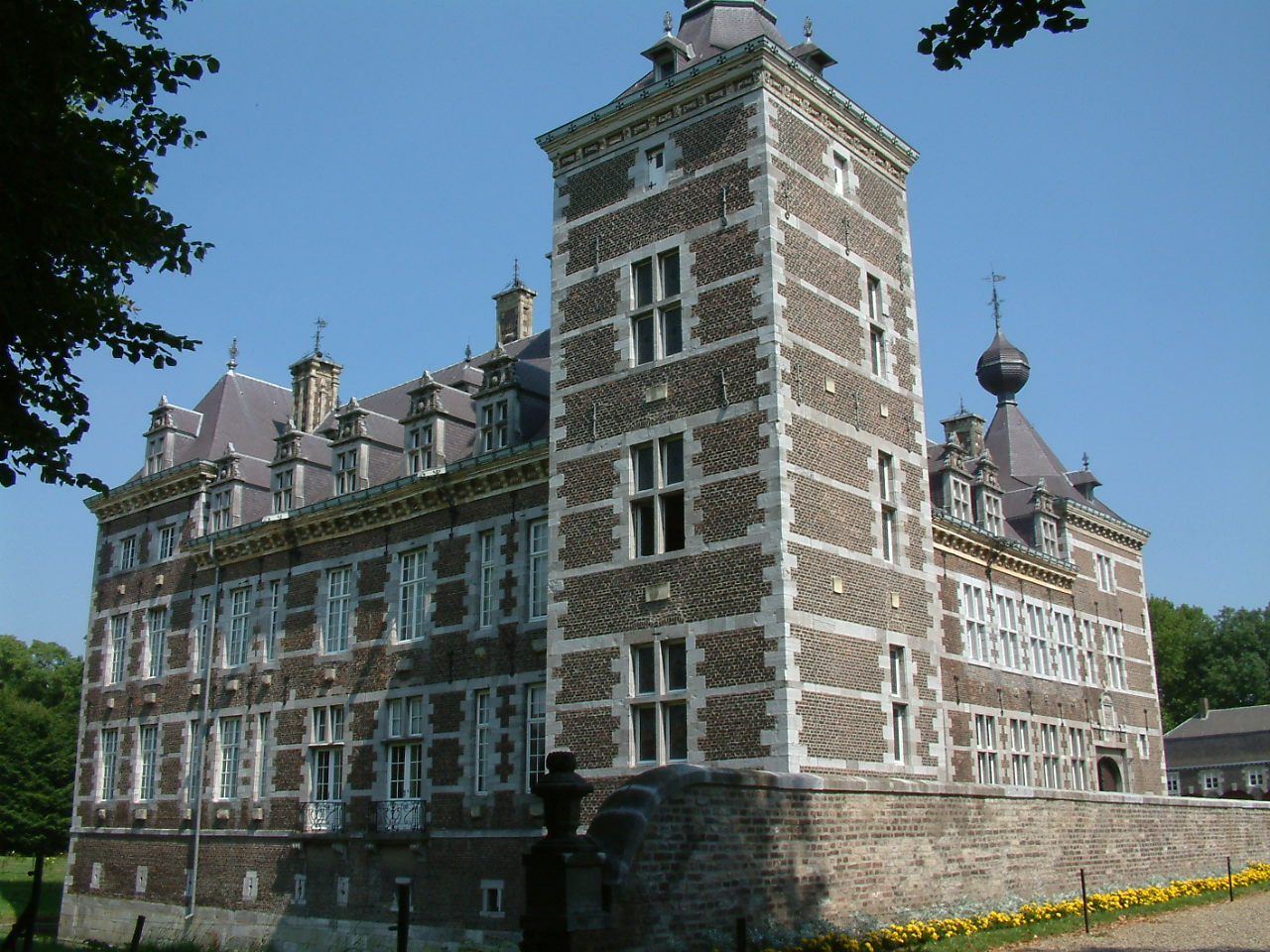
Le château d'Eijsden

### Baroque mosan
Dans la seconde moitié du XVIIIe siècle, la prospérité du Pays mosan entraîna un boum de la construction, à la fois dans les grandes villes de Liège, Aix-la-Chapelle et Maastricht, comme dans les petites villes de Dinant, Spa, Verviers, Eupen, Montjoie, Vaals, Tongres, Hasselt et Maaseik, et dans la campagne. Un grand nombre d'églises, de monastères, hôtels particuliers, châteaux et fermes monumentales de cette époque sont conservés.

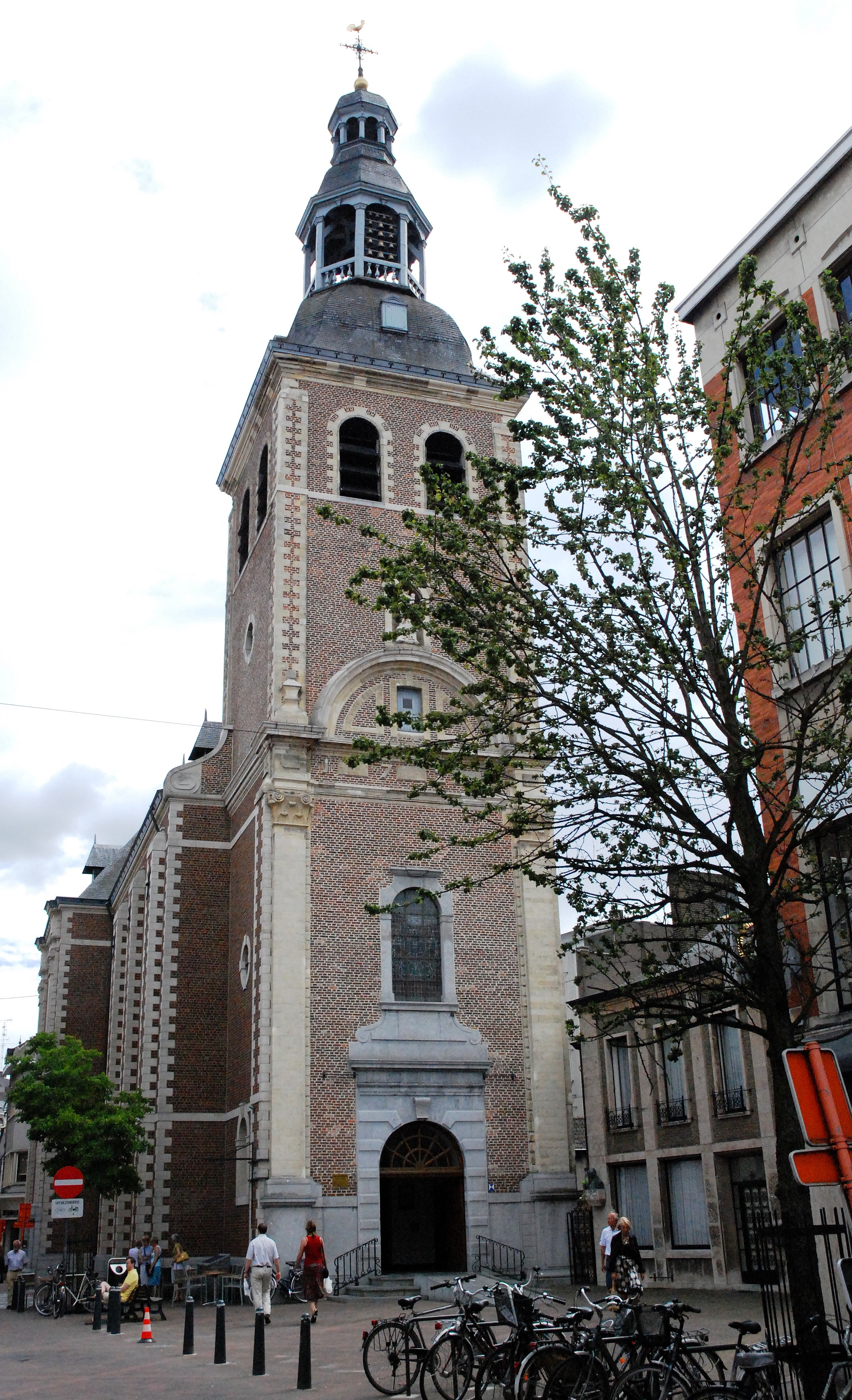
Basilique Virga-Jessé, Hasselt
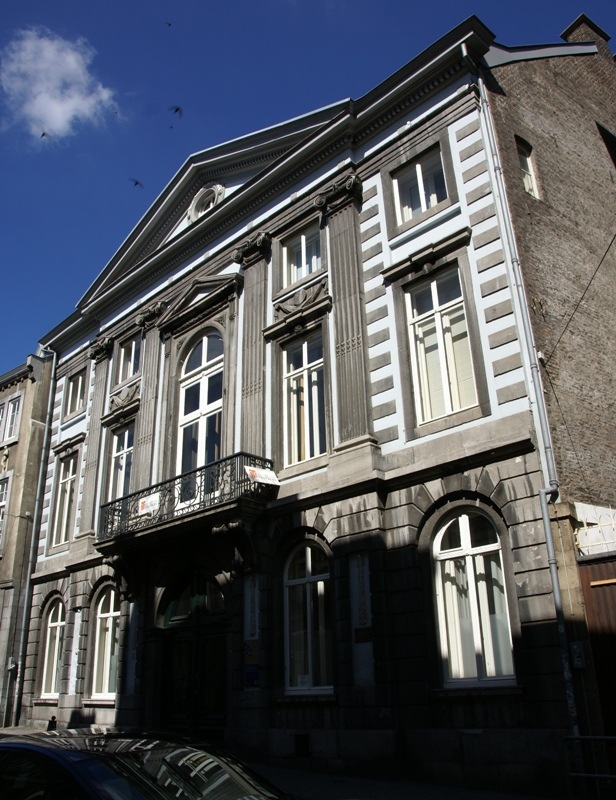
La Maison de Soiron (nl), Maastricht
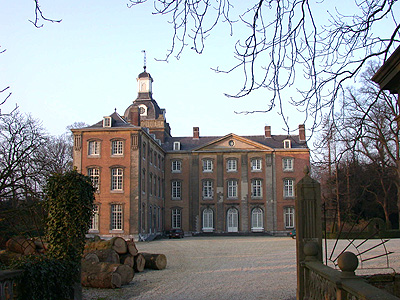
Château Amstenrade, Amstenrade
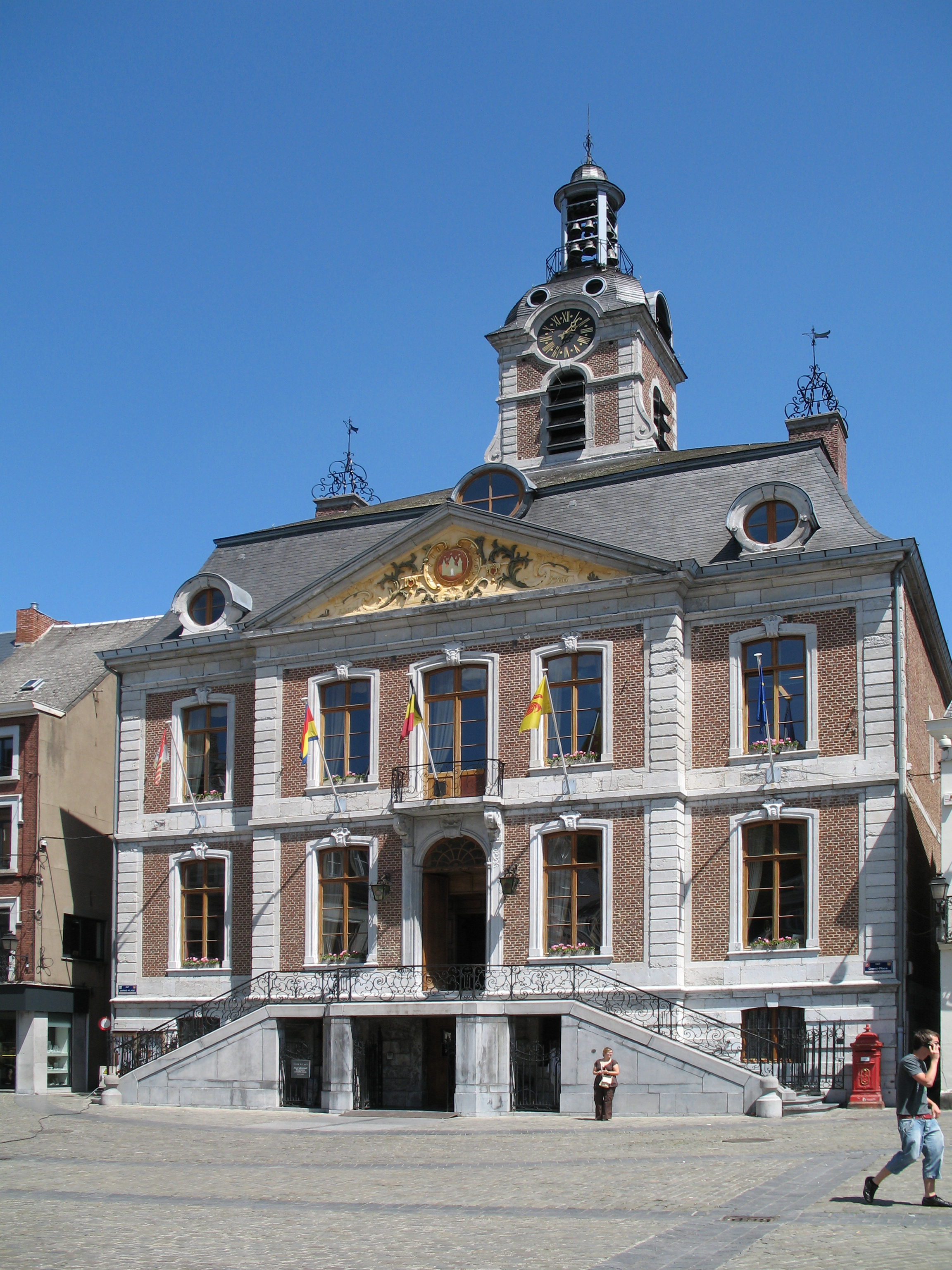
L'hôtel de ville de Huy